# Tarō Ishida
Pour les articles homonymes, voir Ishida.
Tarō Ishida (石田 太郎, Ishida Tarō), né le 16 mars 1944 à Kyoto et mort le 21 septembre 2013 à Sagamihara, est un acteur et seiyū japonais.

## Filmographie sélective
- 1993 : Petite Fièvre des vingt ans (二十才の微熱, Hatachi no binetsu?) de Ryōsuke Hashiguchi : le père de Yoriko